# Iasos (ciutat)
|  | Aquest article tracta sobre la ciutat de Iasos. Si cerqueu l'heroi epònim, vegeu «Iasos (fill d'Argos)». |

Iasos (o Íasos; en grec antic: Ἴασος o Ἰασός, Īăsos, llatí: Iasus) era una ciutat de Cària en una petita illa a la costa nord. La tradició feia derivar el seu nom de Iasos, fill d'Argos.
Segons el mite transmès per Polibi, va ser fundada en un període molt antic pels argius, però, reduïdes les seves forces per les lluites amb els natius, van cridar Neleu perquè els ajudàs, qui poc abans havia fundat Milet, i llavors va rebre un nou cos de colons.
En època històrica, la ciutat ocupava gairebé tota la petita illa, i tenia 10 estadis de circumferència. Tucídides diu que va adquirir una gran riquesa, que segons Estrabó es devia a les seves pesqueries i al comerç del peix. Després del 411 aC, la ciutat, governada per un persa anomenat Amorges, revoltat contra el rei de Pèrsia, va ser atacada pels espartans, que van capturar Amorges i el van lliurar al sàtrapa Tisafernes. La ciutat va ser destruïda, però segurament va ser reconstruïda més endavant.
Després de la mort d'Alexandre el Gran, aviat va caure en mans dels ptolemeus d'Egipte. Filip V de Macedònia la va assetjar i ocupar, però els romans el van obligar a retornar-la al rei d'Egipte Ptolemeu V Epífanes.
A la rodalia de Iasos es produïa un marbre molt apreciat de color vermell i blanc, utilitzat sobretot en decoració, segons Pau el Silenciari. Prop de la ciutat hi havia un santuari dedicat a Hèstia, amb una estàtua de la dea que, tot i ser a l'aire lliure, suposadament mai la tocava l'aigua de la pluja. Estrabó esmenta una història similar d'un temple d'Àrtemis, també a la rodalia de Iasos. Ateneu de Nàucratis parla de Iasos en relació amb la seva pesca excel·lent.
Les ruïnes estan situades prop del poble de Kıyıkışlacık, a 31 km del centre de Milas, i l'illa està actualment unida a la costa per un petit istme. El jaciment rep el nom de Askem o Askym Kalessi, i es conserven les muralles de la ciutat i un teatre, a més d'algunes inscripcions i monedes.
A Capadòcia o Armènia Menor va existir una altra ciutat amb el mateix nom, però d'escassa importància, segons Claudi Ptolemeu, que la situa al nord-est de Zoropassos.